# ウィルバー・スミス
ウィルバー・スミス（Wilbur Smith, 1933年1月9日 - 2021年11月13日）は、北ローデシア出身の南アフリカの冒険小説家。

## 来歴
アフリカ南部、現在のザンビアのカブウェにあたる北ローデシアのブロークン・ヒルで生まれた。父は金属工であった。父が所有していた牧場で育つ。幼年期にマラリアに罹患するも完治。南アフリカのナタール州にあるボーディングスクールに通い、のちドラケンスバーグ山脈の丘陵地帯にある高校マイケルハウスに入学した。マイケルハウス在学中に学校新聞を創刊して、風刺コラムは近隣校にも評判を呼んだ。南アフリカの東ケープ州グラハムズタウンのローズ大学で学び、休日は金鉱山やトロール船の猟で働いた。同大で商学の学位を取得して卒業後、内国税歳入庁に勤めた。
若いころから様々な冒険小説やハードボイルドを耽読した。とりわけセシル・スコット・フォレスター、ヘンリー・ライダー・ハガード、ジョン・バカン、アーネスト・ヘミングウェイ、ジョン・スタインベック、ロレンス・ダレル、ロバート・グレーヴスなどの作家はお気に入りであった。
一時期、ジャーナリストとして活動していたが、やがてフィクションの世界に転じた。米国のパルプ・マガジンにてフィクションの散文を幾度か寄稿を経て、のちの1964年にイギリス・ロンドンの出版社ハイネマンから19世紀のアフリカ南部を舞台とした処女長編小説『When the Lion Feeds』を刊行した。本作は国際的な成功を見たがわいせつ的であったことから南アフリカでは検閲に引っかかって発禁処分を受けた。次いで1965年にコンゴ動乱を舞台にしたカタンガ国をめぐる物語である2作目の長編小説『Dark of the Sun』を刊行した。本作は大いに人気を博して1968年にジャック・カーディフが監督を務めて英米合作で映画化もされた。スミスはイギリス、南アフリカ、マルタ、スイスなどに居住した。今までに45作の長編小説を刊行して、ベストセラーになることも多く『Gold Mine』、『Shout at the Devil』、『The Diamond Hunters』、『Wild Justice』、『The Burning Shore』『River God』、『The Seventh Scroll』といったようないくつかの作品がそれぞれ映像化されている。
2021年11月13日、ケープタウンの自宅で死去。88歳没。

## 著作
- When the Lion Feeds (1964)
- The Dark of the Sun (1965)
- The Sound of Thunder (1966)
- Shout at the Devil (1968)
- Gold Mine (1970)
- The Diamond Hunters (1971)
- The Sunbird (1972)
- Eagle in the Sky (1974)
- The Eye of the Tiger (1975)
- Cry Wolf (1976)
- A Sparrow Falls (1977)
- Hungry as the Sea (1978)
- Wild Justice (1979)
- A Falcon Flies (1980)
- Men of Men (1981)
- The Angels Weep (1982)
- The Leopard Hunts in Darkness (1984)
- The Burning Shore (1985)
- Power of the Sword (1986)
- Rage (1987)
- A Time to Die (1989)
- Golden Fox (1990)
- Elephant Song (1991)
- River God (1993)
- The Seventh Scroll (1995)
- Birds of Prey (1997)
- Monsoon (1999)
- Warlock (2001)
- Blue Horizon (2003)
- The Triumph of the Sun (2005)
- The Quest (2007)
- Assegai (2009)
- Those in Peril (2011)
- Vicious Circle (2013)
- Desert God (2014)
- Golden Lion (2015)
- Predator (2016)
- Pharaoh 2016)
- War Cry (2017)
- The Tiger's Prey (2017)
- Courtney's War (2018)
- On Leopard Rock (2018)
- King of Kings	(2019)
- Ghost Fire (2019)
- Call of the Raven (2020)

## 邦訳
- 『密猟者』 (1968)
- 『ゴールド』 (1970)
- 『地底のエルドラド』 (1970)
- 『ダイヤモンドハンター』(1971)
- 『二人の聖域』 (1974)
- 『虎の眼』 (1975)
- 『熱砂の三人』(1976)
- 『灼熱戦線』 (1976)
- 『飢えた海』 (1978)
- 『無法の裁き』 (1979)
- 『闇の豹』 (1984)
- 『アフリカの牙』 (1991)
- 『リバー・ゴッド』 (1993)
- 『秘宝』 (1995)
- 『ネプチューンの剣』 (2004)

## 映像化作品
- 戦争プロフェッショナル (1968)
- ゴールド (1974)
- ダイヤモンド・ハンターズ (1976)
- ロジャー・ムーア/冒険野郎 (1976)
- ロイ・シャイダー in ワイルドサンダー/炎の追跡 (1993)
- ユニバーサル・トレジャー (1999)